# 伊万·艾瓦佐夫斯基
伊万·康斯坦丁诺维奇·艾瓦佐夫斯基（俄語：Иван Константинович Айвазовский，1817年7月29日—1900年5月5日），俄罗斯亞美尼亞裔画家，他居住和生活在克里米亚，以海景画著名，此类画作占其作品大半部分。

## 生平
艾瓦佐夫斯基出生于克里米亚费奥多西亚的一个穷困的亚美尼亚人家庭。他的艺术天赋使他获得奖学金，先后进入Simferopol gymnasium №1和帝国艺术学院学习，毕业时他获得了金奖。他的早期以风景画和海景画获得收入，在周游欧洲之前画了一系列克里米亚沿岸城镇的作品。后期他的海军作品使他从俄罗斯海军获得长期收益。
1845年，在苏丹阿卜杜勒-迈吉德一世的邀请下，前往君士坦丁堡。在1845年到1890年之间他8次访问这座城市。在他旅居期间，艾瓦佐夫斯基被奥斯曼帝国苏丹阿卜杜勒-迈吉德一世、阿卜杜勒-阿齐兹一世和阿卜杜勒-哈米德二世授命为宫廷画家，创作大量绘画。其中30副作品如今在奥斯曼帝国皇宫、多尔玛巴赫切宫和土耳其其他博物馆展出。他的作品还在俄罗斯和前苏联多个博物馆收藏，包括圣彼得堡的埃尔米塔日博物馆、乌克兰的艾瓦佐夫斯基艺术展馆等。土耳其总统阿卜杜拉·居尔的办公室挂着艾瓦佐夫斯基的作品。
31岁时，艾瓦佐夫斯基与圣彼得堡英语教师朱莉娅·格雷夫斯（Julia Graves）结婚，他们有4个女儿。后来他们离婚，艾瓦佐夫斯基在65岁时和一个年轻的来自西奥多西亚的亚美尼亚寡妇安娜·布尔纳江结婚。
1895年，艾瓦佐夫斯基被发生在小亚细亚的亚美尼亚大屠杀震惊，以这个主题创作了大量作品，如《The Expulsion of the Turkish Ship》和《The Armenian Massacres at Trevizond》，并放弃了君士坦丁堡授予他的一个奖章。他在费奥多西亚度过了他的晚年，用他自己的资产为城市提供水，创办了一个艺术学校，在该地区开始首个考古挖掘和建造了一个历史博物馆。在他的努力下，费奥多西亚建成了一个商业港口并与铁路网络相连。他于1900年在费奥多西亚逝世。

## 风格

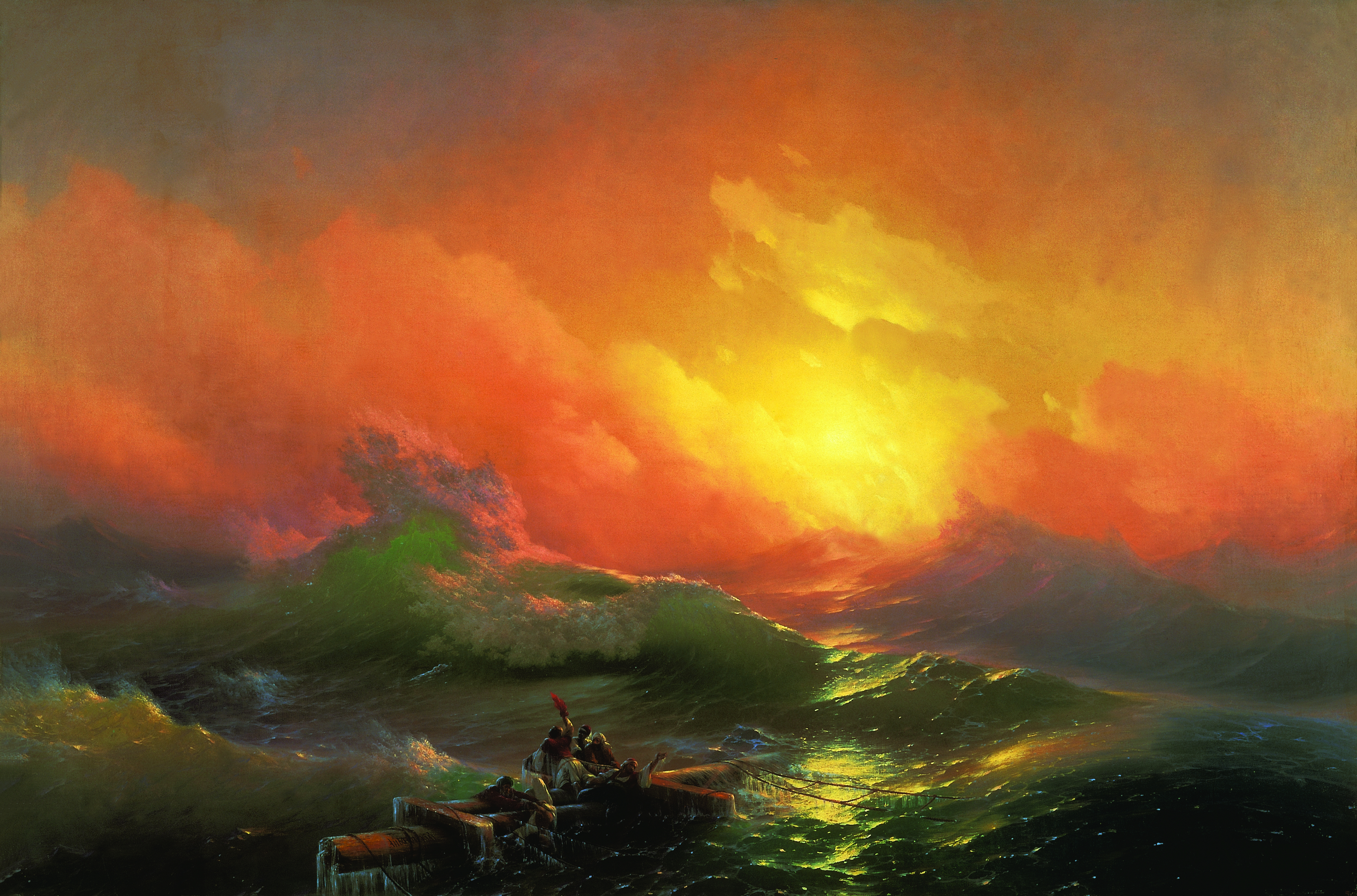
艾瓦佐夫斯基作品《第九波涛》

艾瓦佐夫斯基以其海景画和海岸系列闻名。他的描绘波涛和海浪的光线的技术和想象力尤其令人钦佩，使他的作品非常浪漫并具备现实主义，体现出英国水彩画家J. M. W. 特纳和俄罗斯画家西尔维斯特·谢德林（Sylvester Shchedrin）风格。尤其是他在几乎透明的层次上描绘不同的日光和月光的能力，有时从云后射出，有时从雾中射出。1840年代他创作的海战系列作品展现了他非凡的艺术，燃烧的船只的火焰在水和云中体现出来。他也画风景画，包括乌克兰农民生活的场景和君士坦丁堡的城市生活。

## 成就
艾瓦佐夫斯基是他所处时期最多产的亚美尼亚画家，一生作品超过6000幅。他成功的职业生涯的收入使他可以开办艺术学校和画廊。2006年，他的作品被拍卖到$3,200,000并且他的国际声誉依旧在增长。
2007年6月14日，他的作品《American Shipping off the Rock of Gibraltar》以2,710,000英镑的价格售出。

## 畫作

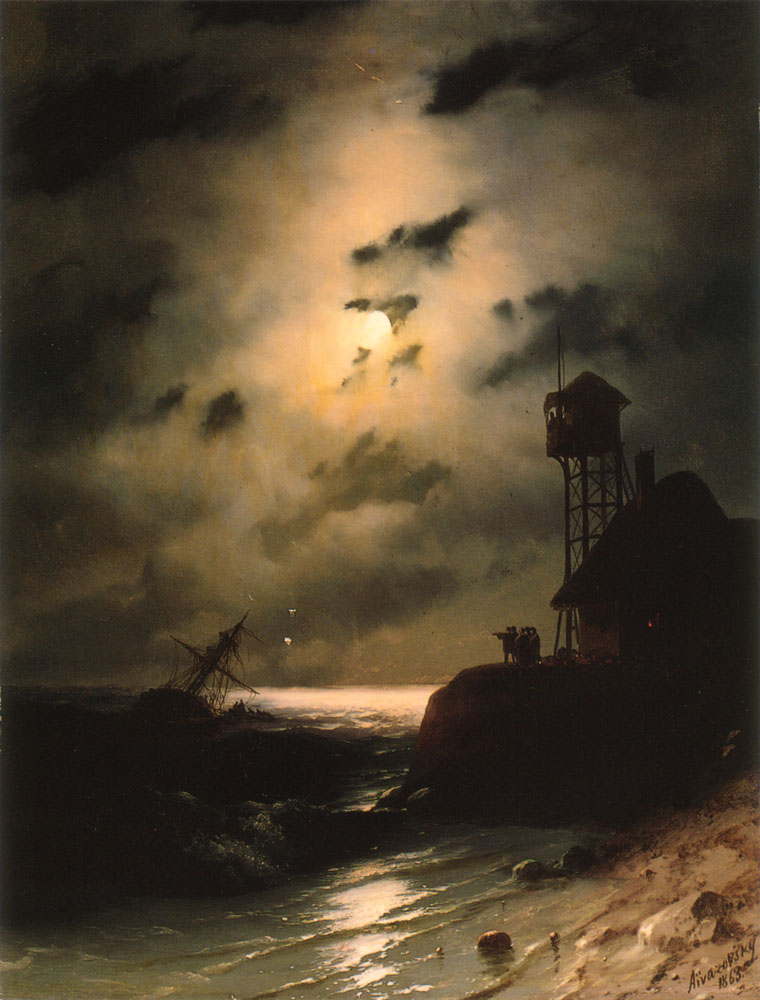
船難月景
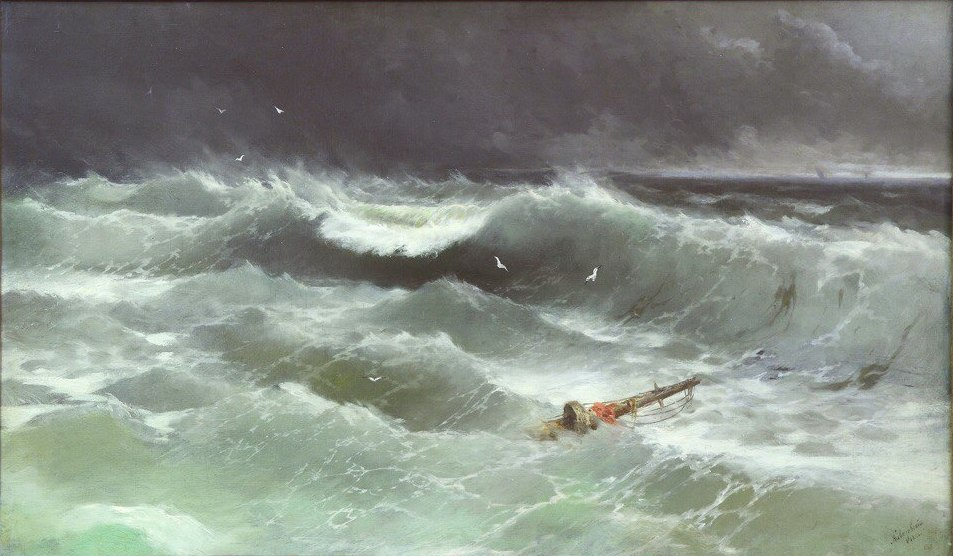
風暴
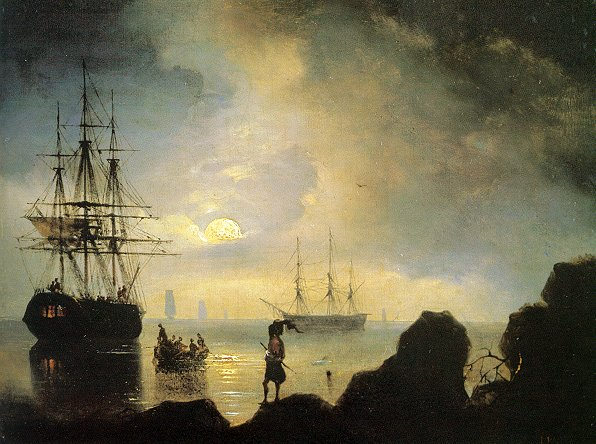
海邊漁夫
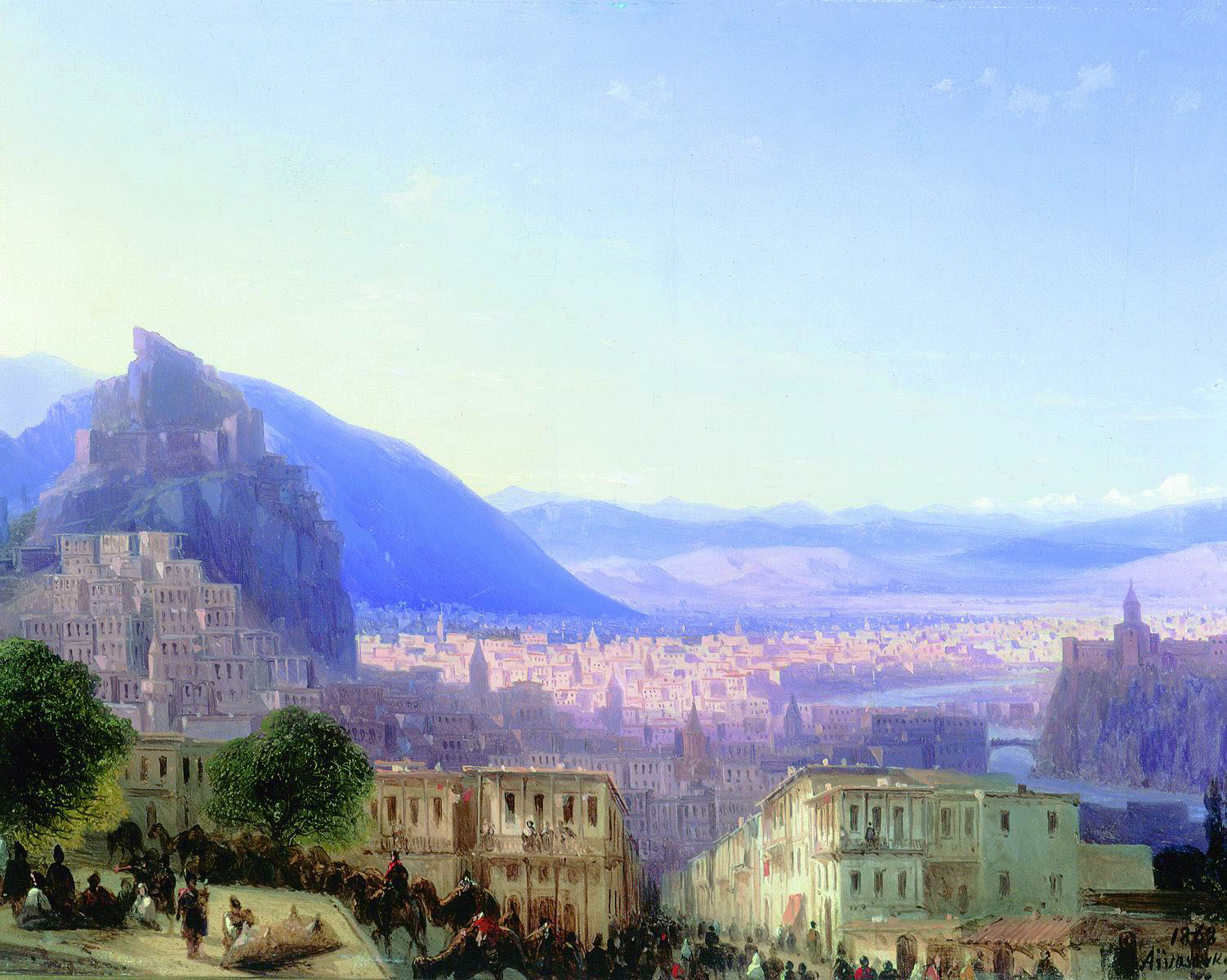
第比利斯景色
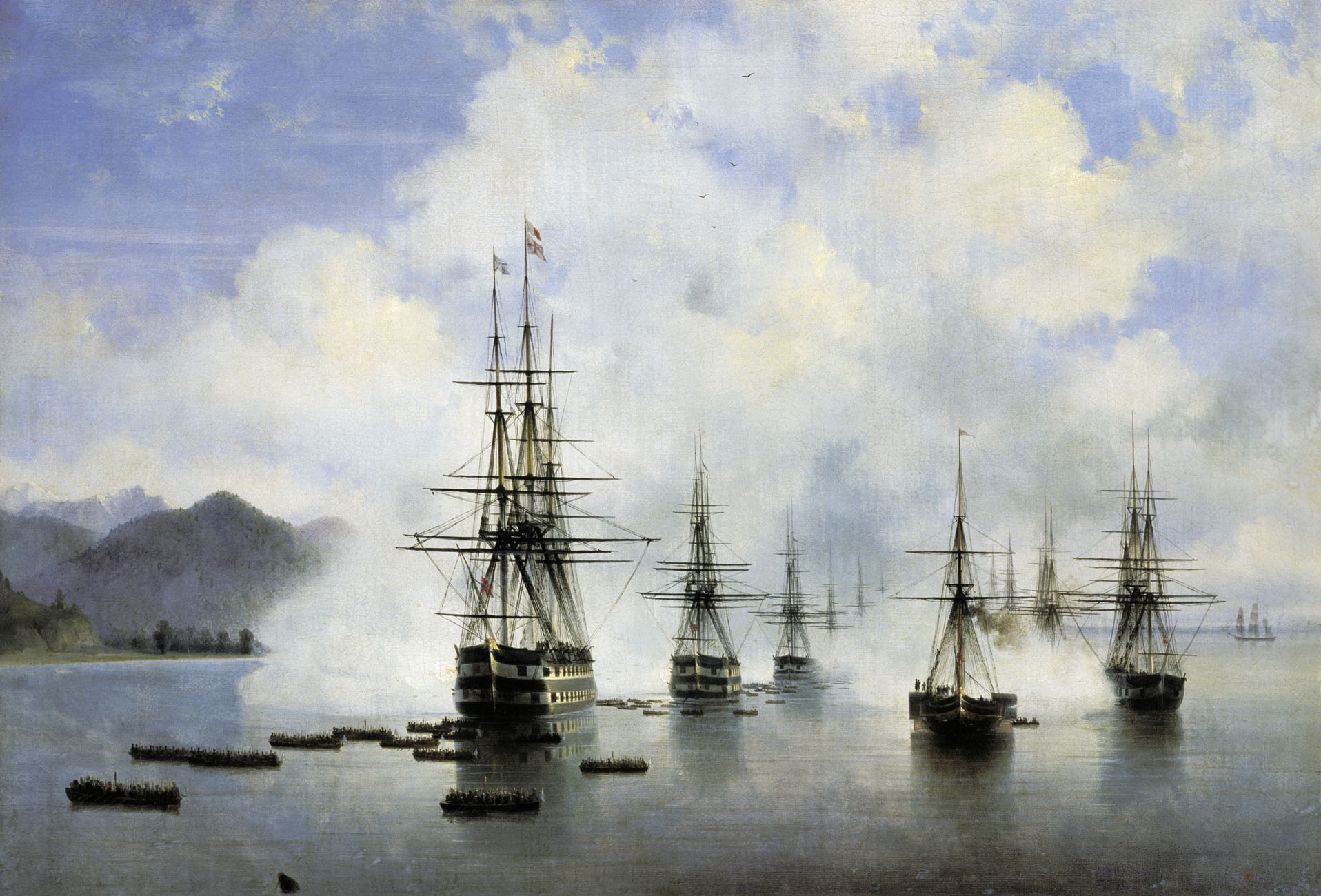
索契登岸
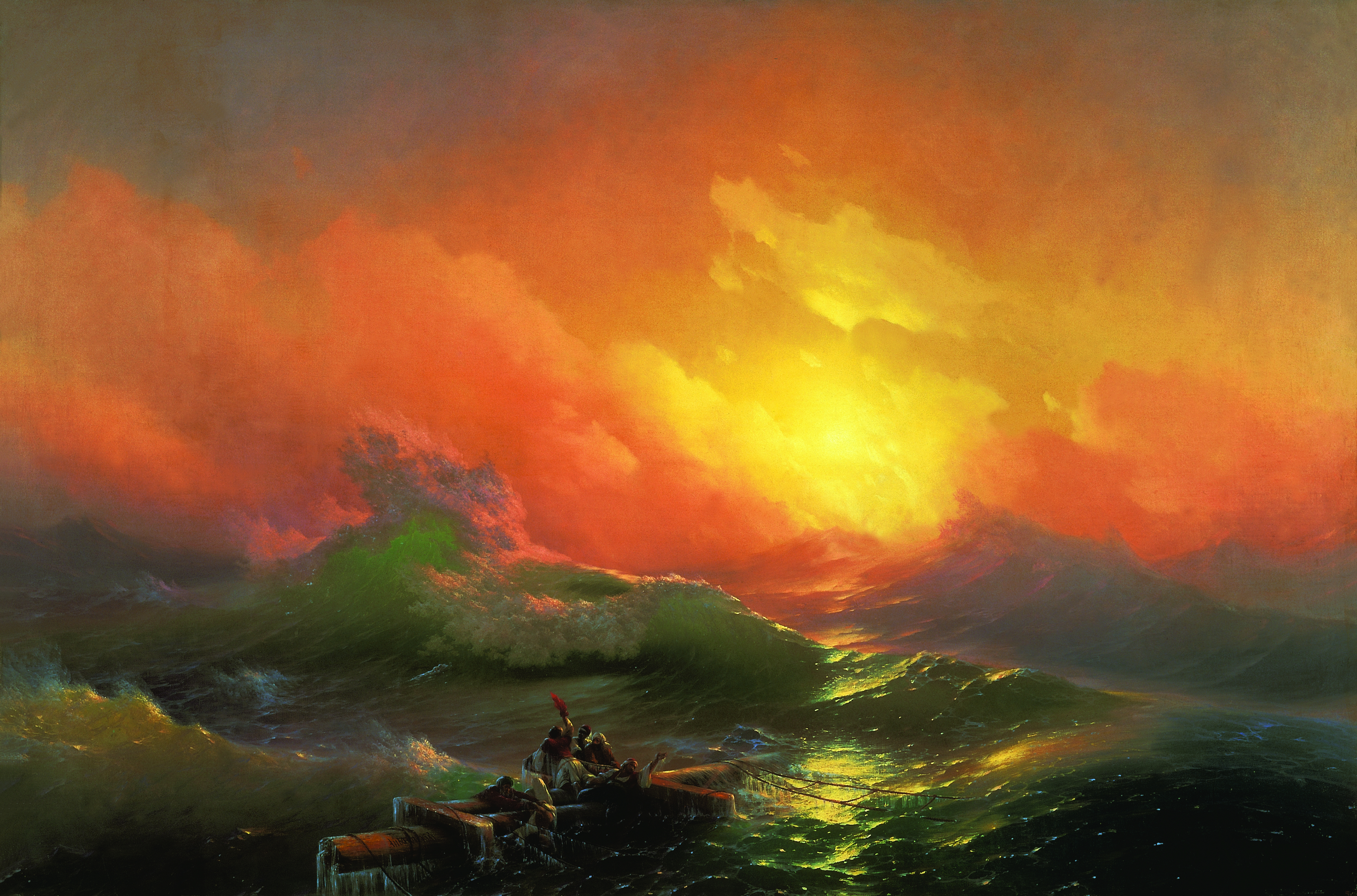
第九波濤
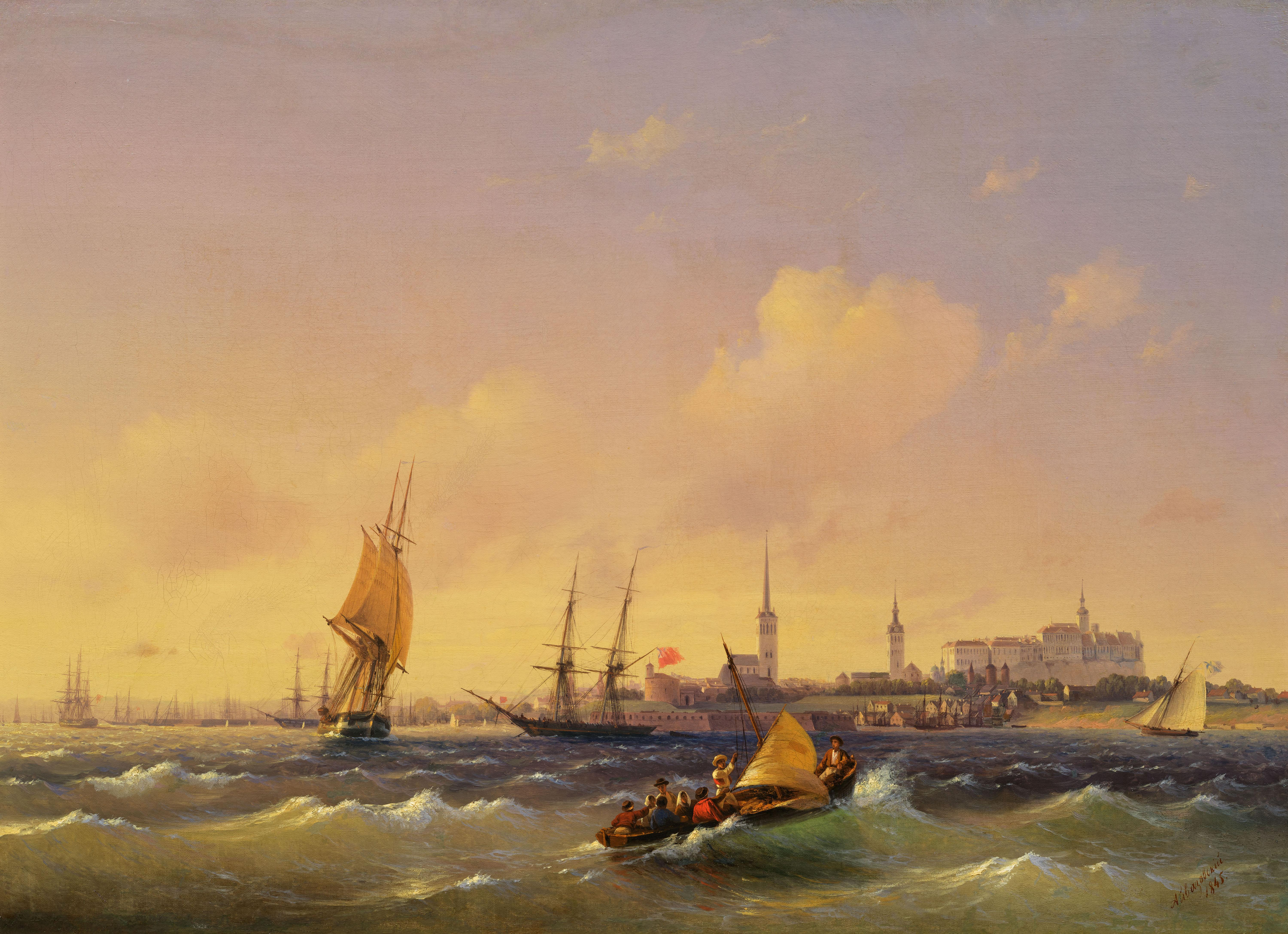
塔林景色
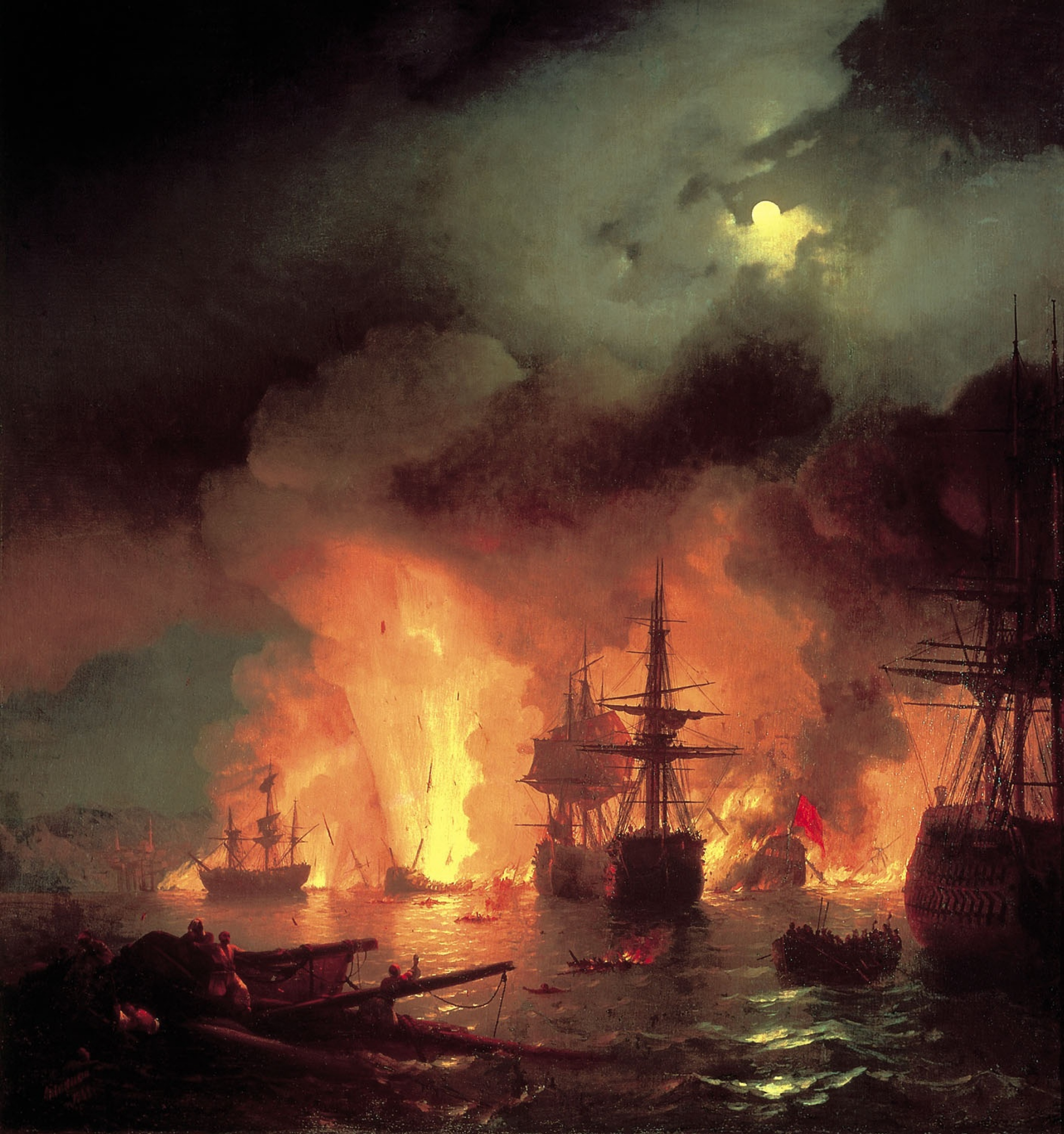
切什梅戰役
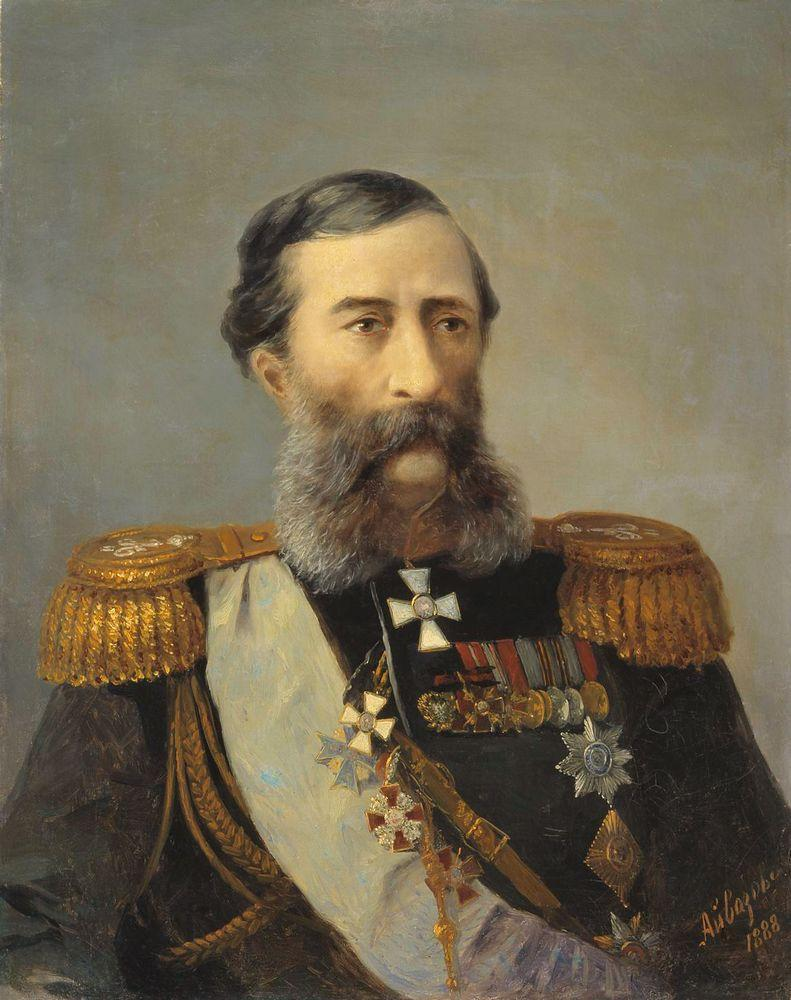
米克海爾·塔里埃洛維奇·羅里斯-梅李可夫伯爵
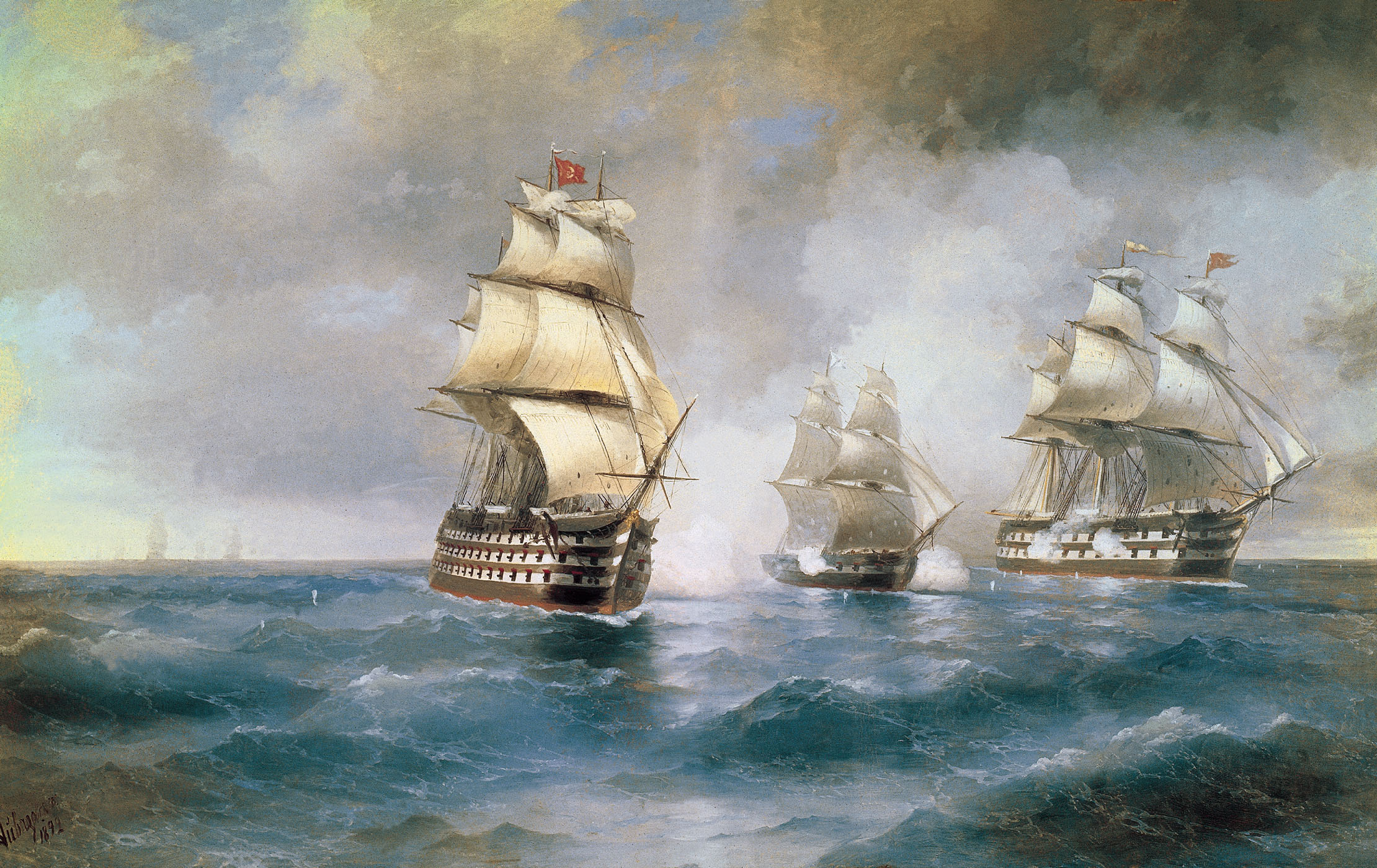
"水星號"雙桅橫帆船被兩艘土耳其船攻擊